# Glaciar Matanuska

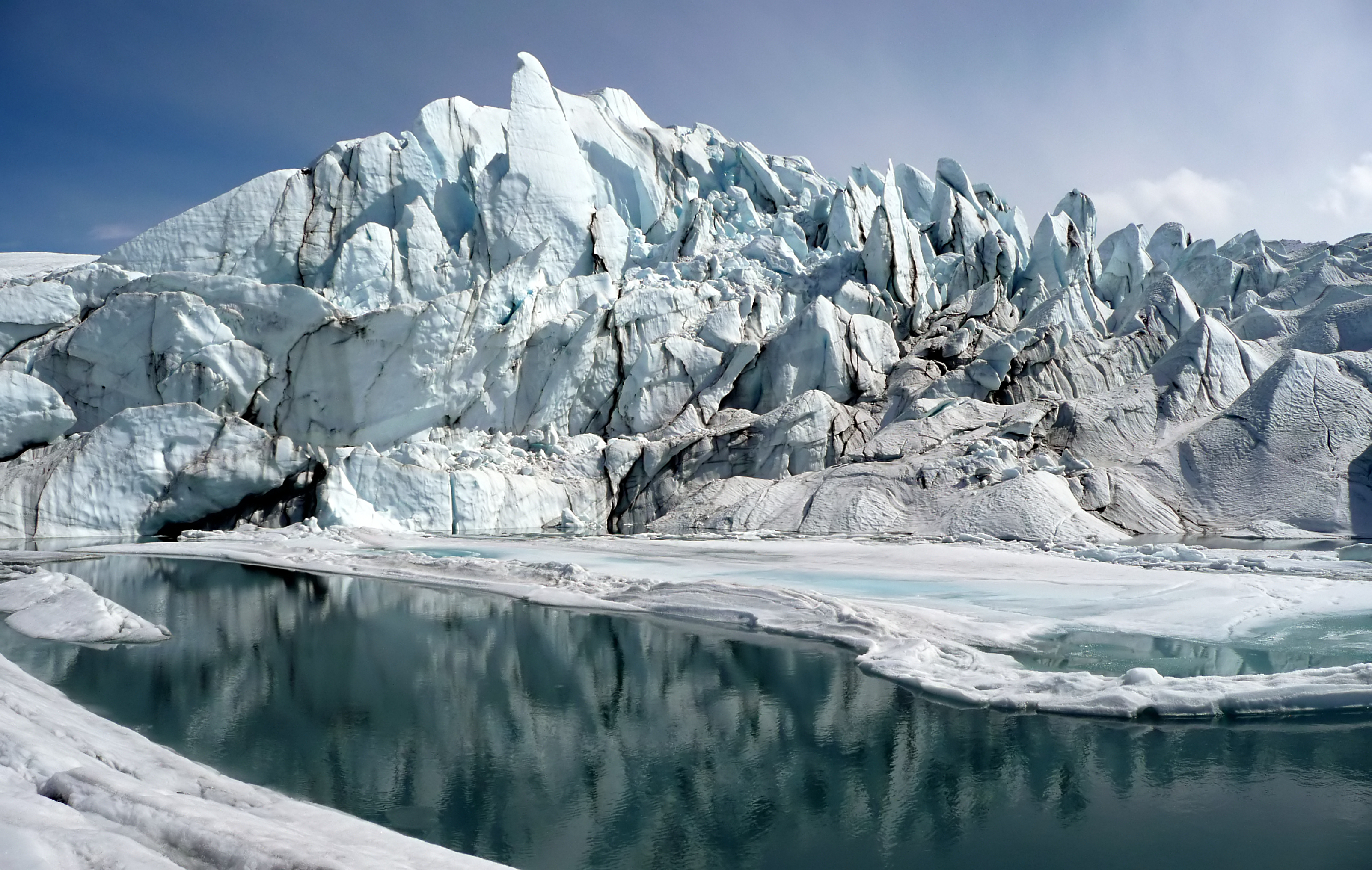
Vista del final del glaciar (2010).

El glaciar Matanuska es un valle glaciar en los EE. UU. en el estado de Alaska. De menos de 43 kilómetros de largo por 6,4 km de ancho, es el glaciar más grande accesible en coche en los Estados Unidos. Su terminal es la fuente del río Matanuska. Se encuentra cerca de la carretera de Glenn cerca de 160 kilómetros al noreste de Anchorage. El glaciar Matanuska fluye alrededor de 1 pie (30 cm) por día. Debido a la ablación del glaciar inferior, a partir de 2007, la ubicación de la terminal del glaciar ha cambiado poco durante los últimos tres decenios. El glaciar es el epónimo del ferry de la Carretera Marítima de Alaska M / V Matanuska . 

## Galería de imágenes

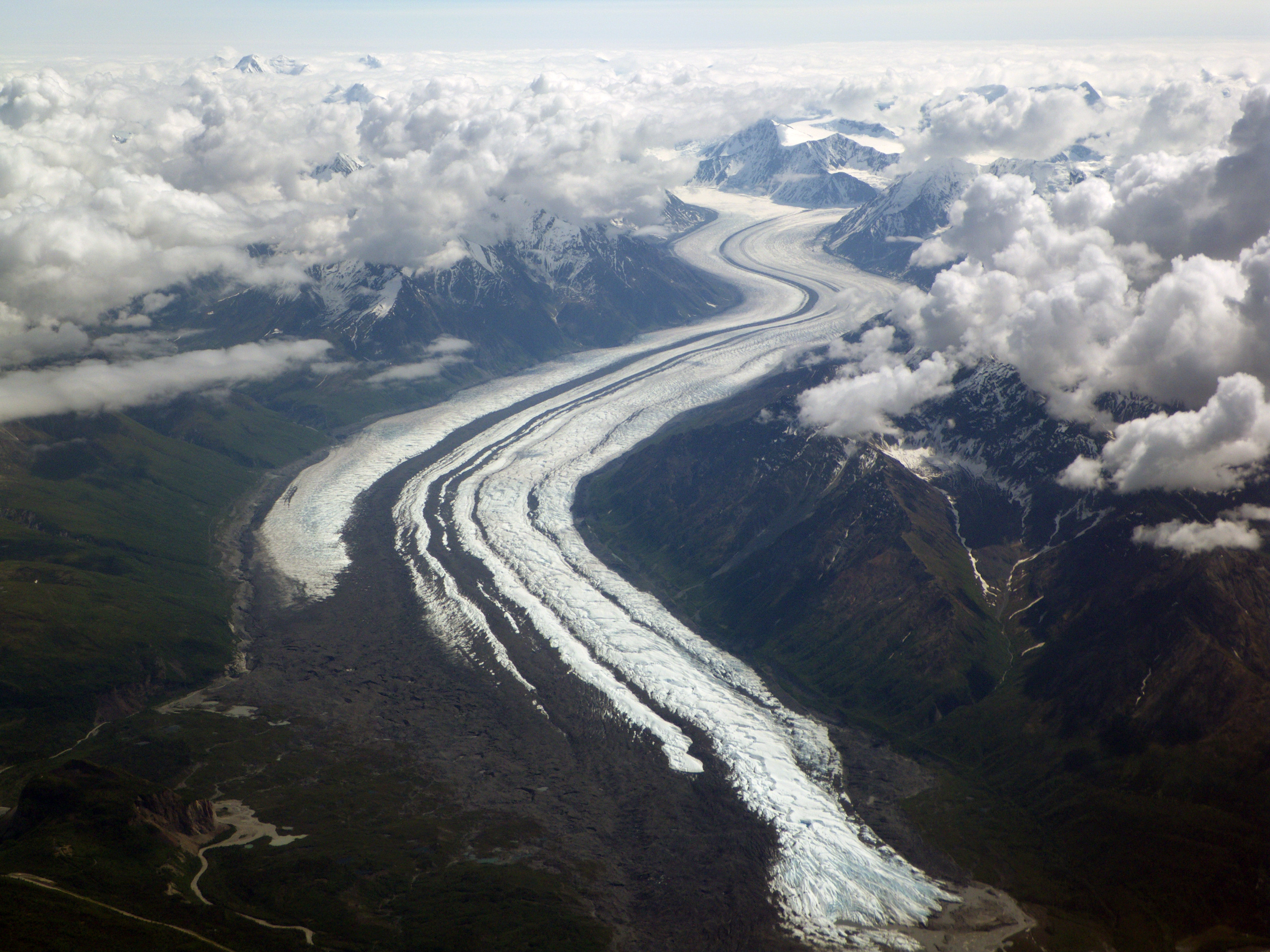
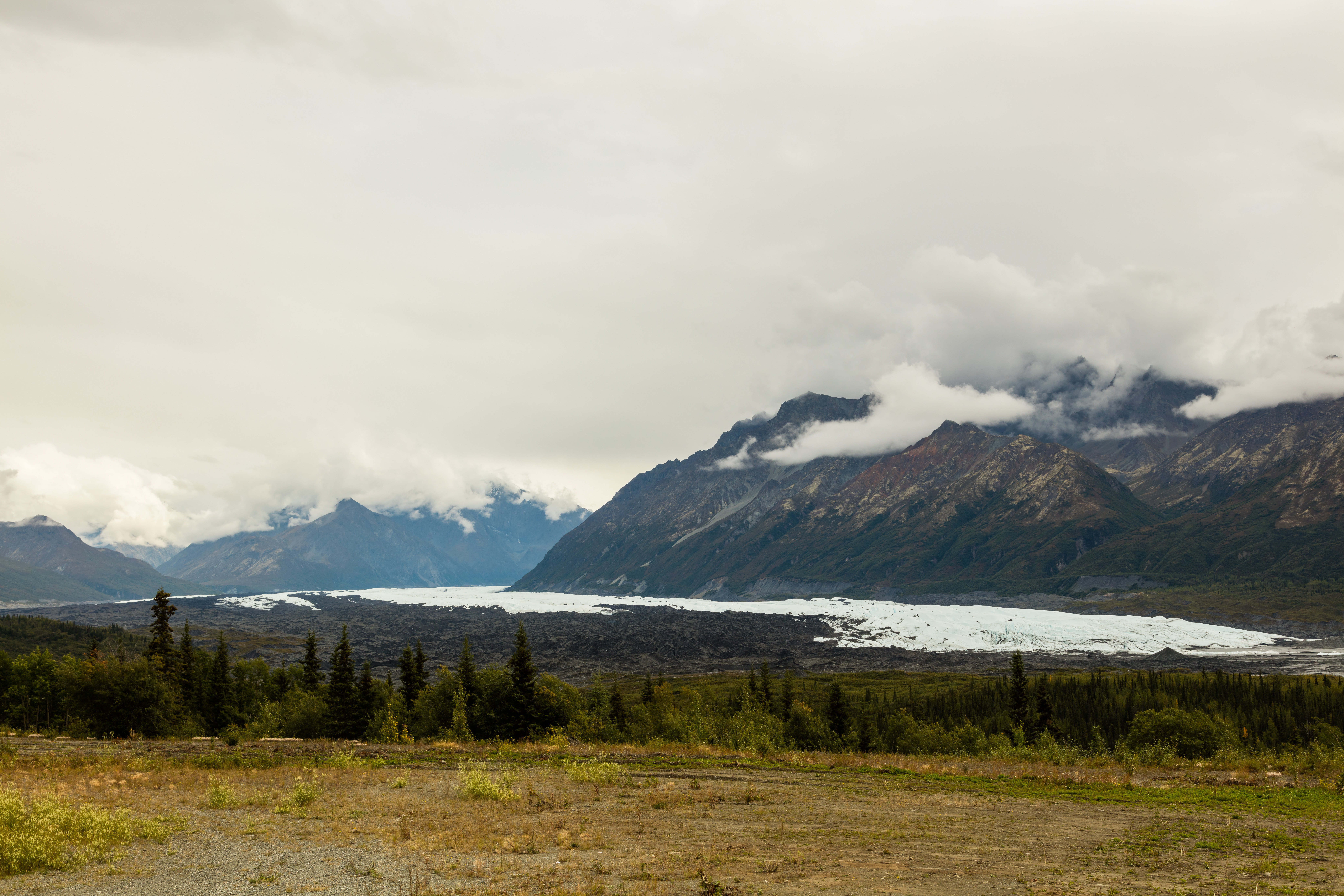
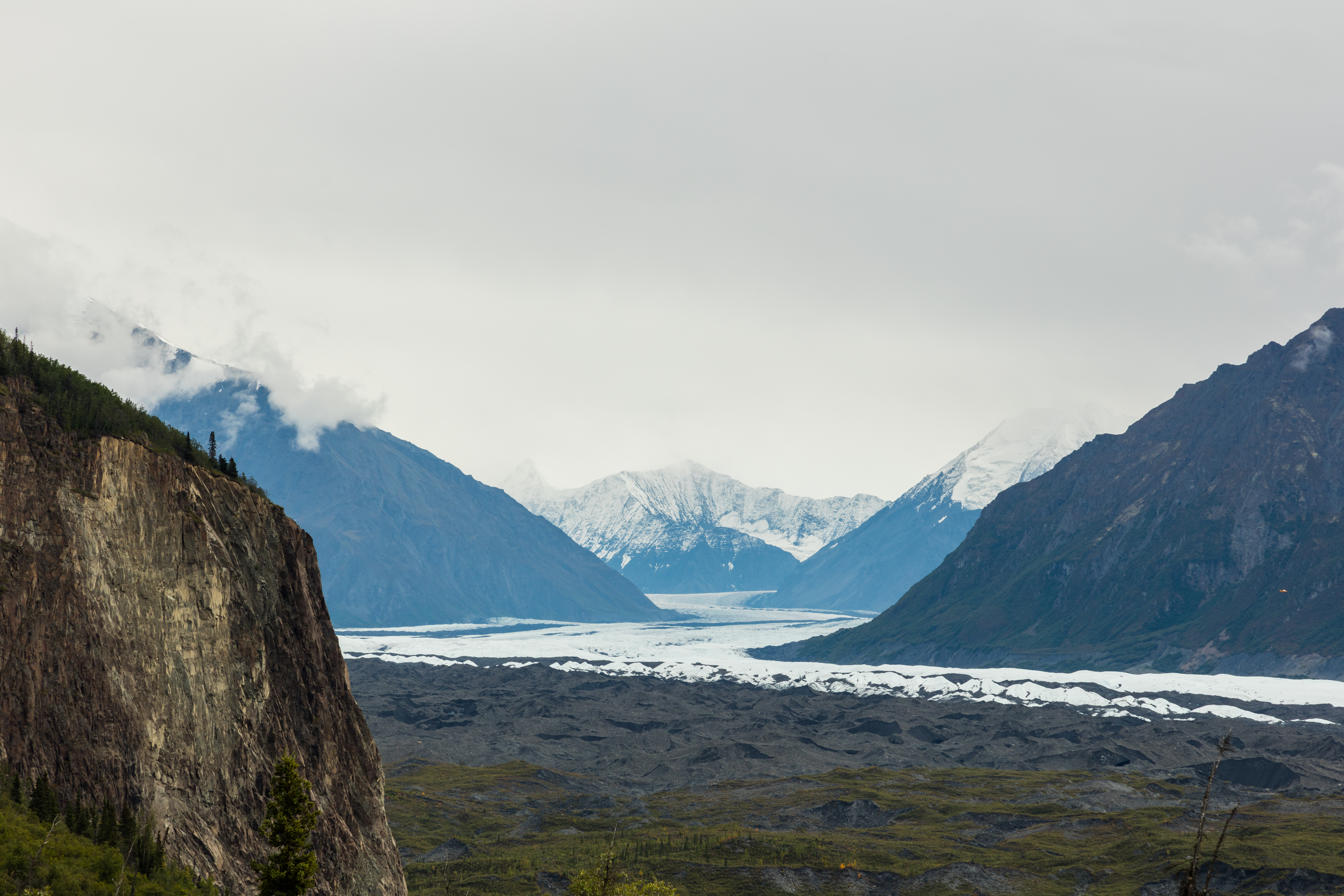
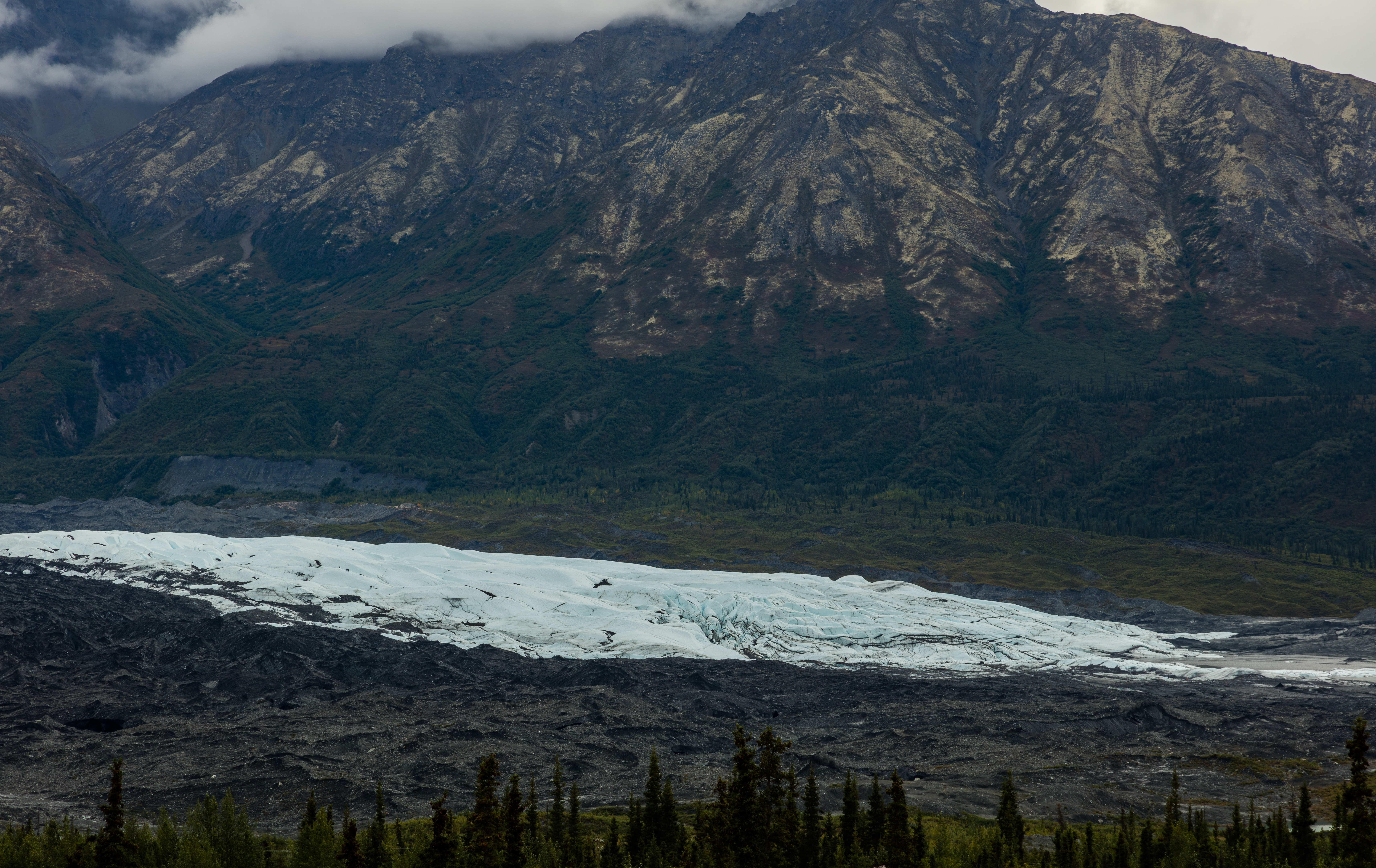
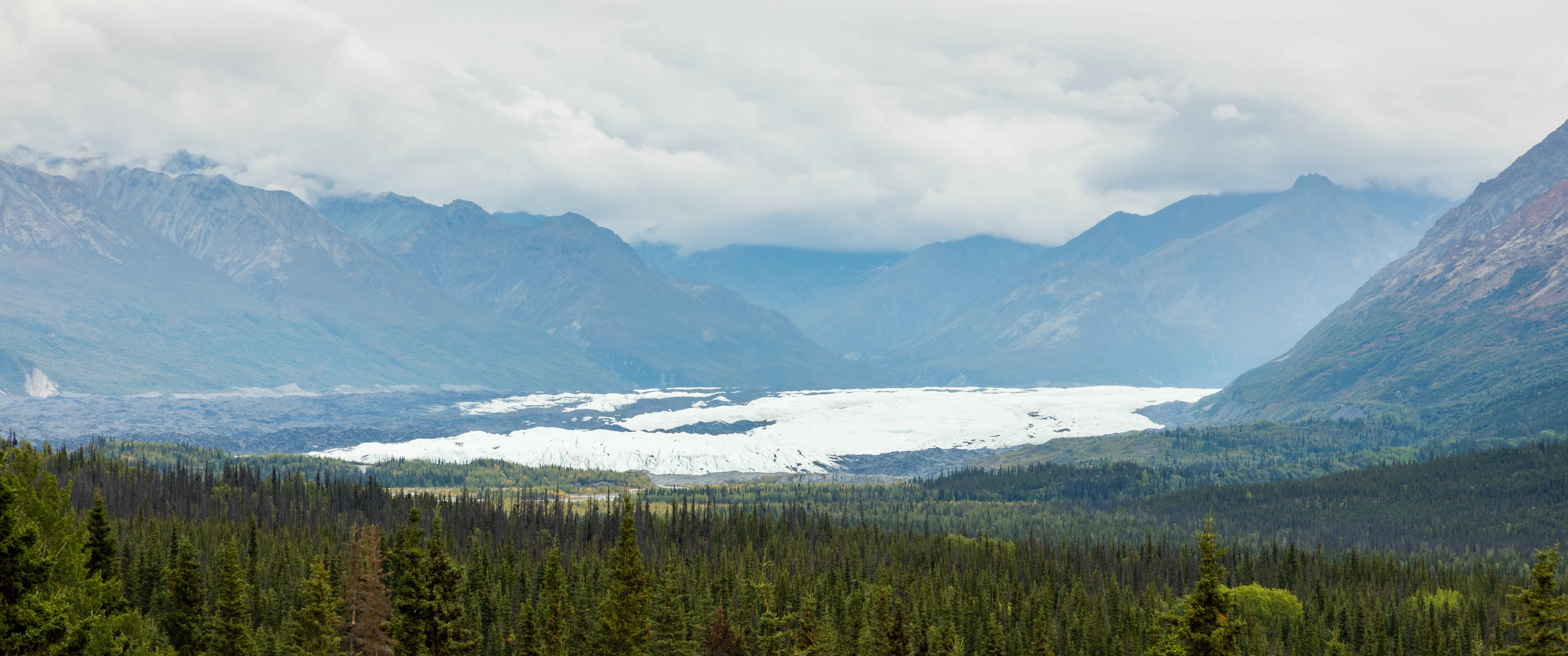